# Bitin Facula
La Bitin Facula è una struttura geologica della superficie di Mercurio.